# Cuarteto con piano n.º 2 (Mendelssohn)

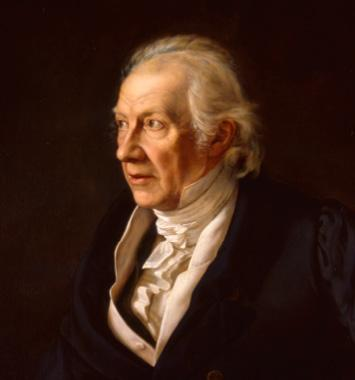
Carl Friedrich Zelter

El Cuarteto con piano n.º 2 en fa menor, Op. 2 de Felix Mendelssohn, para piano, violín, viola y violonchelo se publicó en 1823, un año después de su primer Cuarteto con piano n.º 1 en do menor, Op. 1. Esta obra fue dedicada a Carl Friedrich Zelter, quien se convirtió en el tutor de composición de Mendelssohn a partir de la edad de ocho años. Zelter llevaría a Mendelssohn a viajes para ver a Johann Wolfgang von Goethe, quien también fue una figura importante en la vida de Mendelssohn en lo que respecta a la composición de sus primeras piezas entre los años 1821-1825. Los tres cuartetos para piano de Mendelssohn fueron los primeros cuartetos para piano que compuso y publicó. Compuso este segundo cuarteto con sólo 14 años.

## Contexto histórico
Cuando Mendelssohn tenía ocho años, sus padres le pusieron como profesor de música personal a Carl Friedrich Zelter. Zelter era el tutor de composición y teoría musical de Mendelssohn y siempre fue descrito como "de lengua áspera", "grosera" y conservador, pero no obstante siempre mantuvo una mentalidad neutral y abierta cuando enseñaba a Félix. Quedó tan impresionado por Félix que le escribiría diversas cartas a Goethe sobre él y acabaría llevándole de viaje a Weimar, la primera vez en 1820, para conocer a Goethe. En una de las cartas de Zelter a Goethe, mencionaba que era extremadamente raro que un judío se dedicara a la música profesionalmente. Pero esto no cambió sus puntos de vista sobre la brillantez Mendelssohn. Cuando Félix fue a Weimar, tocó el piano para Goethe durante dos horas, interpretando obras de compositores como Bach, improvisaciones y algunas composiciones propias. Una vez que Goethe vio por sí mismo de qué estaba hablando Zelter, mantuvo a Félix allí durante dieciséis días para trabajar con él y Félix terminaría haciendo más viajes con Zelter para ver a Goethe, durante su adolescencia. En general, la relación entre Mendelssohn y Zelter fue muy fuerte debido al tipo de influencia que Zelter tuvo sobre él y Mendelssohn más tarde crearía sus propias obras iniciales. Así, Mendelssohn dedicó el Cuarteto con piano n.° 2 en fa menor a Zelter.

## Análisis
Una interpretación típica dura poco menos de media hora. La obra tiene cuatro movimientos :
1. Allegro molto (fa menor)
2. Adagio (re bemol mayor)
3. Intermezzo: Allegro moderato (fa menor)
4. Finale: Allegro molto vivace (fa menor)

### I. Allegro molto
Mendelssohn utiliza terceras relaciones cromáticas para construir una serie de modulaciones en semitonos ascendentes o pasos completos siguiendo un patrón de V e I. Si bien el desarrollo pasa por una exploración armónica, la recapitulación tiene una recurrencia temática, que fue una forma popular en el siglo XIX. Por último, la coda se divide en dos partes (la segunda mitad está marcada como Più allergro).

### II. Adagio
Mendelssohn comienza en la bemol mayor. Luego, en un movimiento ascendente, la modula mediante una serie de claves diferentes.

### III. Intermezzo
El movimiento está en compás de 6/8 y el ritmo del movimiento carece de variedad y es muy repetitivo.

### IV. Finale
Al igual que el primer y segundo movimiento, este movimiento tiene muchas modulaciones ascendentes a lo largo de su desarrollo. En su mayor parte, la parte de piano domina la mayor parte del movimiento.

## Recepción
Hay dos primeras reseñas conocidas de su Cuarteto con piano n.º 2 en fa menor, op. 2. La primera fue escrita en noviembre de 1825 por un crítico usando el seudónimo "BAMZ" y afirma que Mendelssohn tenía mucho talento, pero estaba demasiado concentrado en la forma y no lo suficiente en el "material temático". Esto podría significar que estaba más concentrado en la estructura de la pieza que en la musicalidad de la pieza misma. La segunda reseña fue escrita en algún momento de 1828 por un crítico que utilizaba el seudónimo de "LAMZ". Afirma que el cuarteto con piano es el ejemplo más exitoso de este género y es "tenue, pero siempre vivo".